# Emsflower

Emsflower Gewächshaus

Die Emsflower GmbH ist ein Gartenbauunternehmen im emsländischen Emsbüren. Das 2004 gegründete Unternehmen ist gemessen an der Gesamtfläche der Verglasung der Gewächshäuser (785.000 m²) das größte Gartenbauunternehmen Europas und Marktführer in Europa.

## Firmengeschichte
Die Firma ging aus der 1954 von Jan Kuipers in De Lutte (Niederlande) gegründeten Gärtnerei Kuipers hervor. 1962 baute Jan Kuipers die ersten Gewächshäuser. Seit 1977 ist sein Sohn Bennie in dem Unternehmen aktiv. Die Firma errichtete Betriebe in Klazienaveen (1985), Denekamp (1986), Fretzdorf (1998) und schließlich in Emsbüren (2004), wo die Firma ihren früheren Namen Kwekerij Kuipers B.V. ablegte und ihren heutigen Namen Emsflower annahm. 2013 kam ein Standort in Erica hinzu. Ein Aufzuchtbetrieb befindet sich in Moshi (Tansania, am Fuße des Kilimandscharo). Inhaber von Emsflower ist der Niederländer Bernardus Gerhardus Johannes („Bennie“) Kuipers.

## Standorte
Der Standort Denekamp umfasst 17 Hektar, der Standort Fretzdorf circa 8–10 ha. Zum größten Standort Emsbüren zählen 100 Hektar Land, wovon seit Februar 2012 rund 38 Hektar mit Gewächshäusern bebaut sind. Jährlich werden dort über 500 Millionen Beet- und Topfpflanzen produziert, mit Schwerpunkt Beet- und Balkonpflanzen im 10er-Tray für Discount-Großabnehmer (Gartencenter-, Baumarkt- und Lebensmittelhandelsketten) in ganz Europa. In der Hauptsaison verlassen bis zu 300 LKW an einem Wochenende das direkt am Autobahnkreuz A30/A31 gelegene Betriebsgelände.

## Produkte und Dienstleistungsangebote
Zu dem Komplex gehört neben einem eigenen Logistikzentrum seit März 2006 der Pflanzen-Erlebnispark „Erlebniswelt Emsflower“. Im April 2014 wurde zusätzlich in unmittelbarer Nachbarschaft der Gewächshäuser ein 82.000 m² großes Garteneinkaufscenter eröffnet.
Weitere große deutsche Gartenbaubetriebe sind die zu Landgard gehörende Nordwest-Blumen in Wiesmoor und die Wiesmoor-Gärtnerei.

## Erlebnispark und Garteneinkaufscenter in der Vorweihnachtszeit

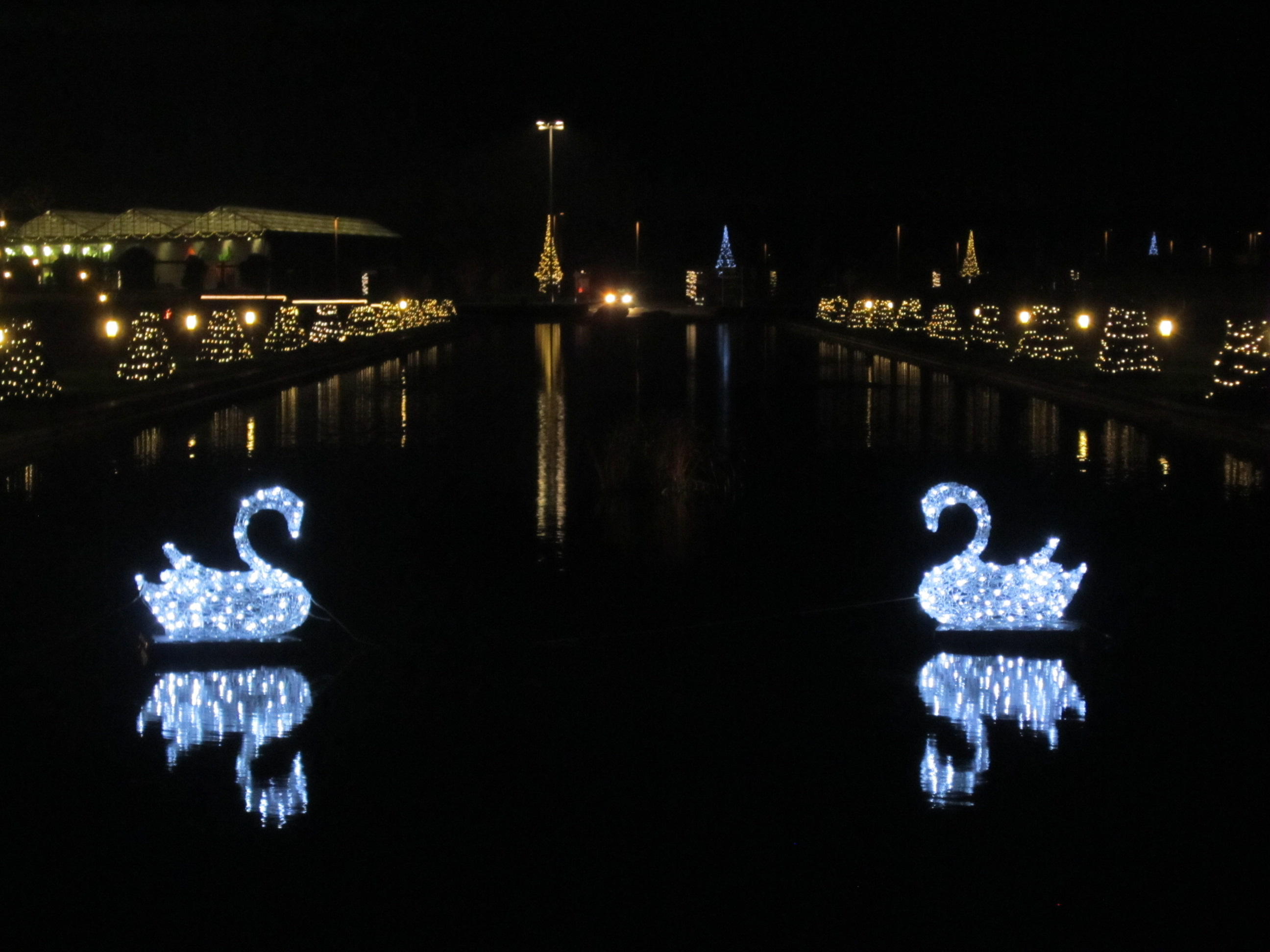
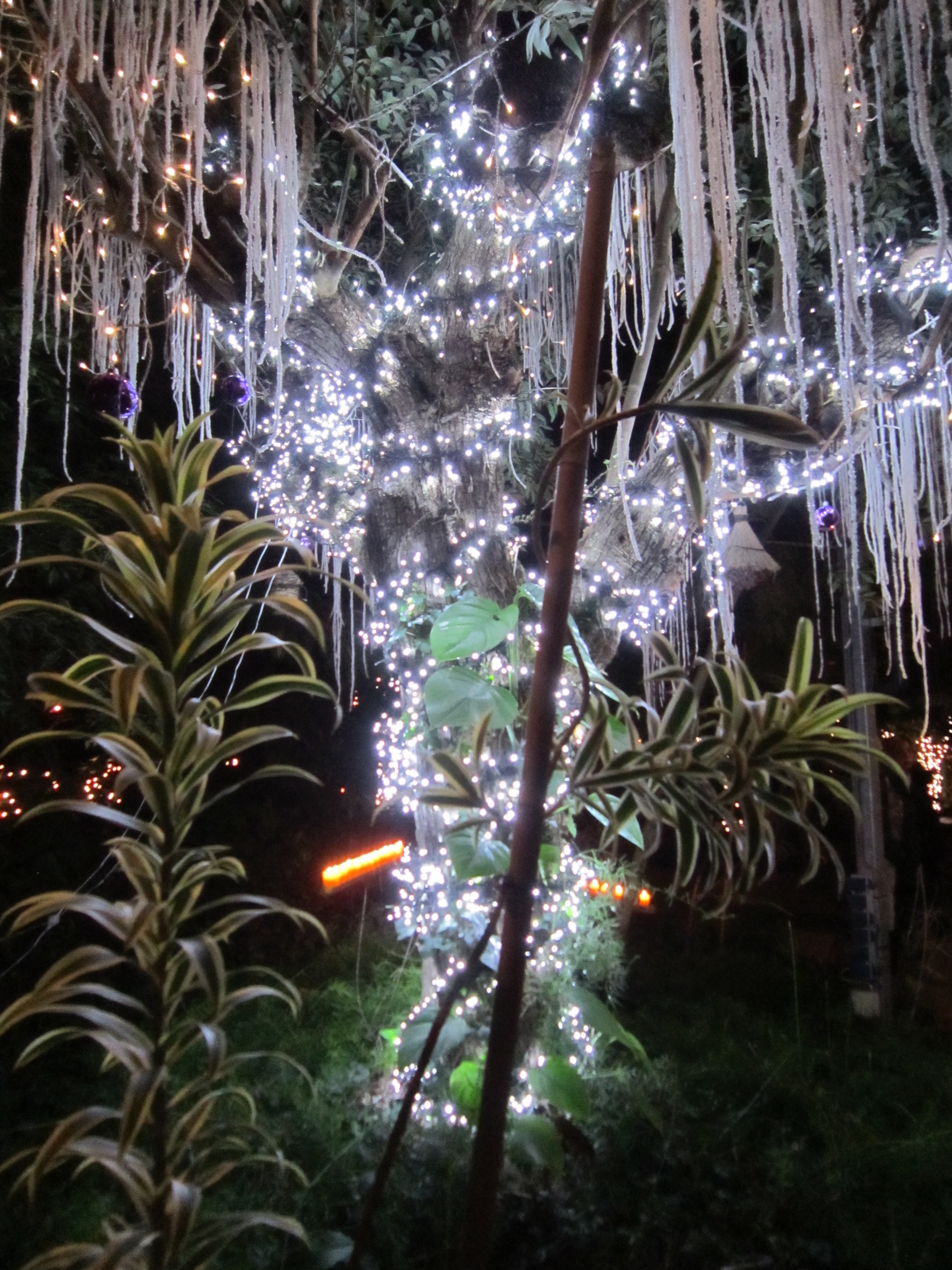
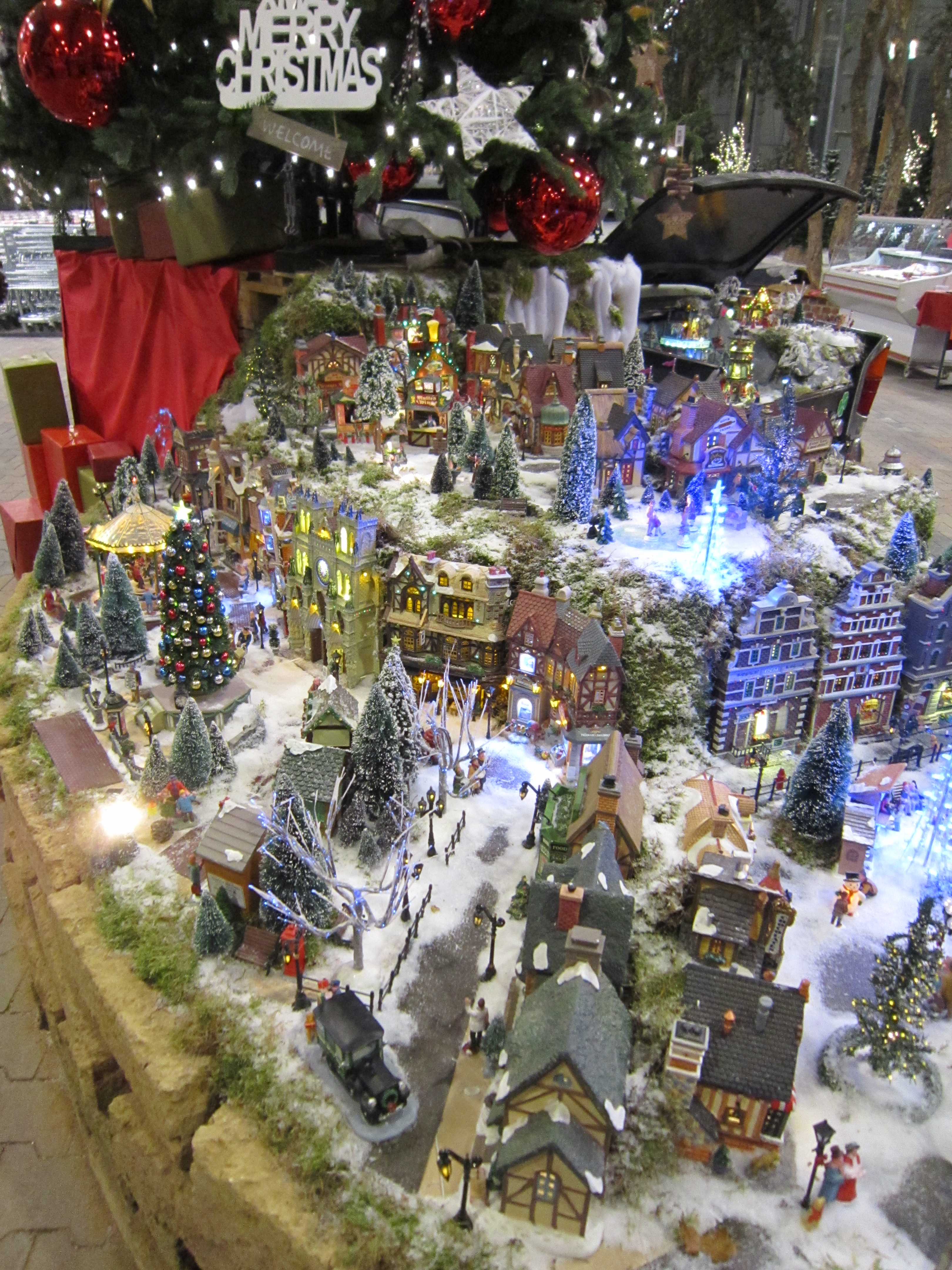